# Юрта

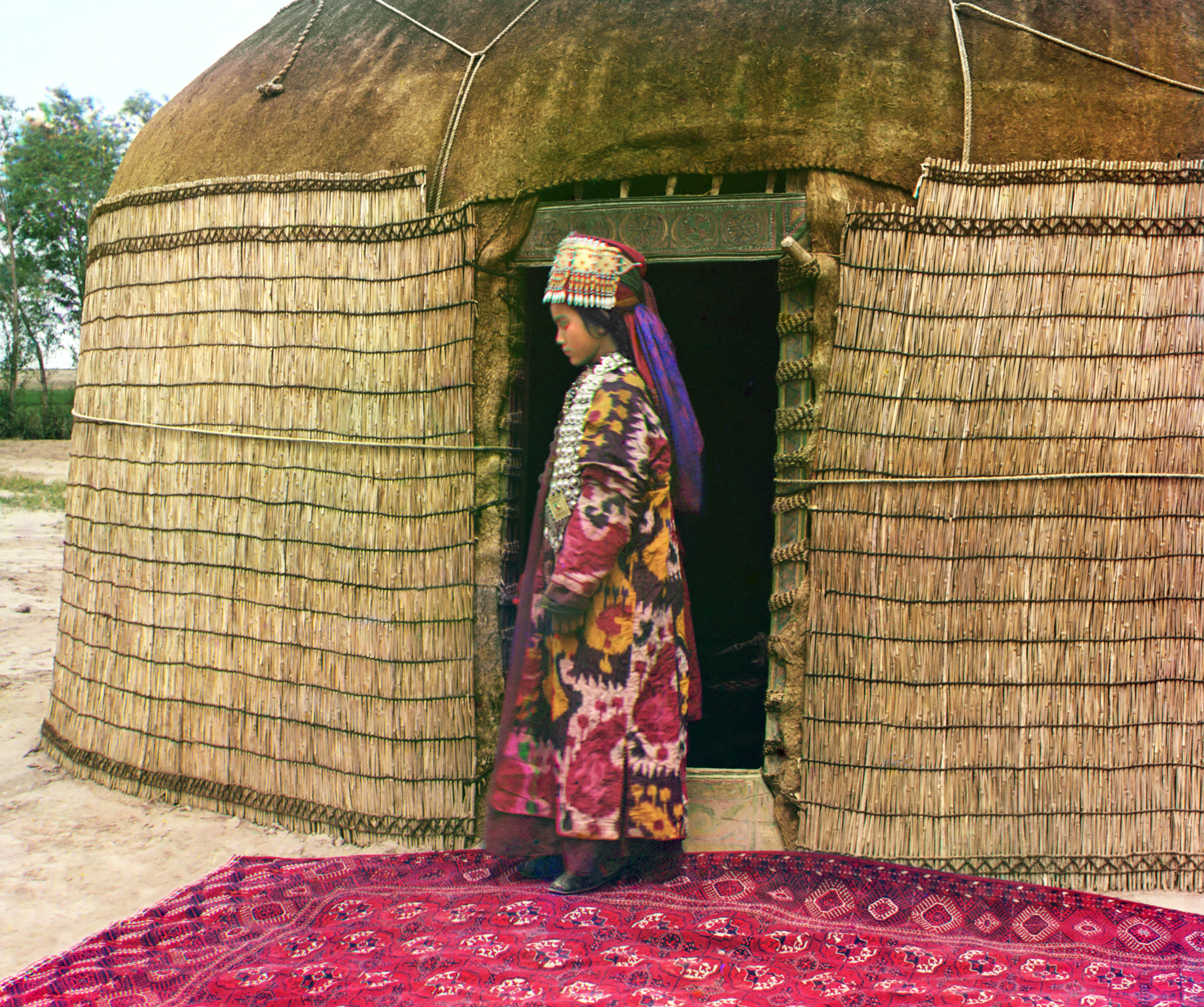
Узбецька жінка біля входу в юрту, 1913, фото Прокудіна-Горського

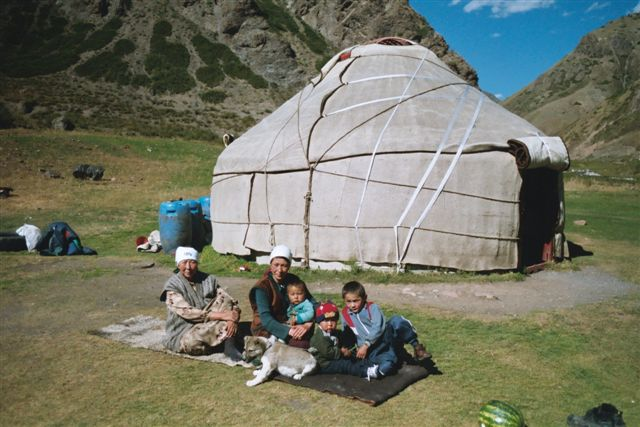
Киргизька родина перед юртою, район озера Іссик-Куль, 2006

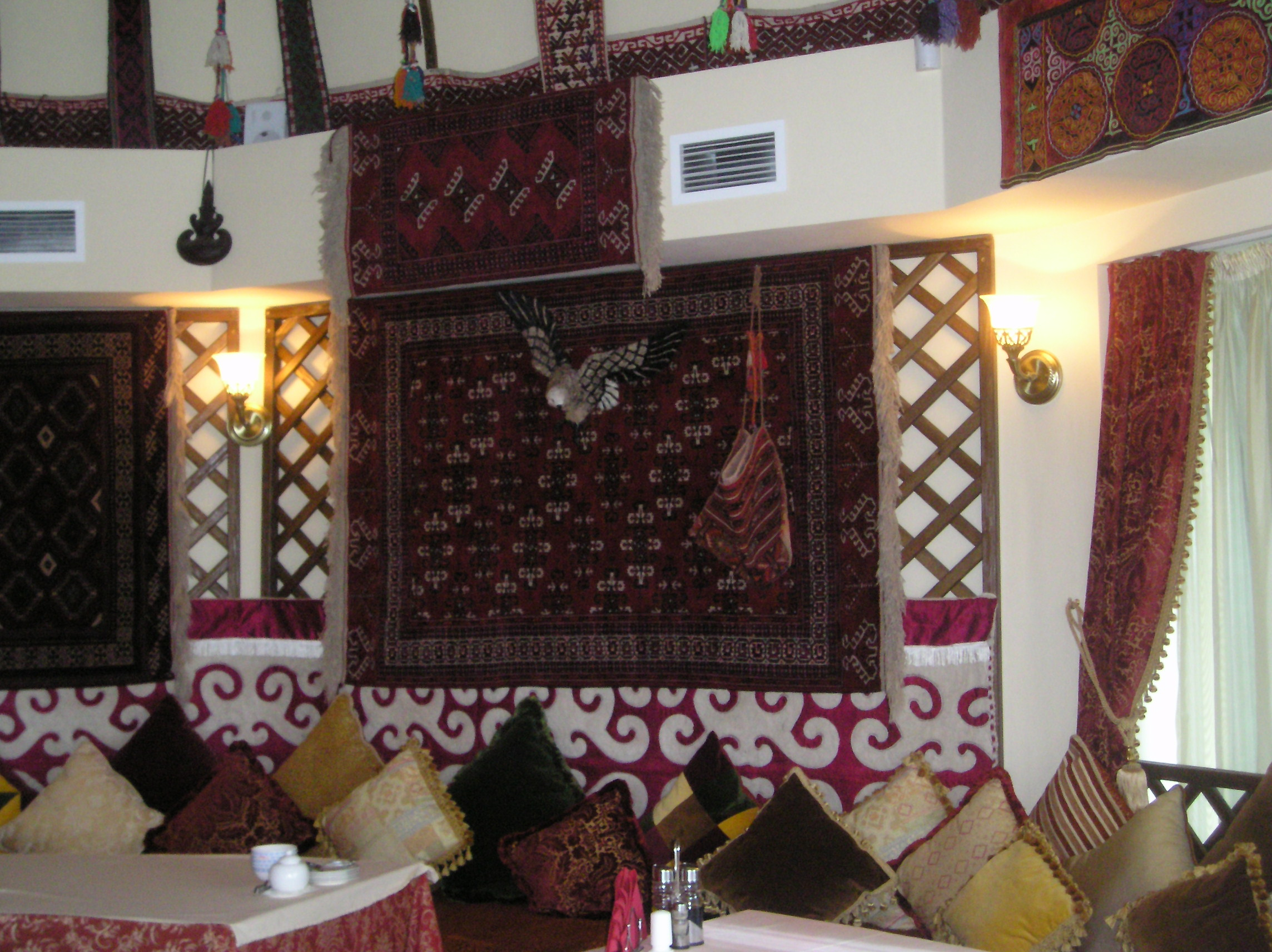
Внутрішнє убрання сучасної казахської юрти, 2006

Ю́рта (тюркське yurt, юрт) — тип переносного житла кочових і напівосілих народів Центральної Азії.

## Назва
- Аїл, аил — в алтайців окрема юрта чи намет; у монгольських народів цей термін позначав кочову сімейну групу; у тюрків — аул, «селище» (кирг. аыл, айыл).
- Бо (маньчжурська: ᠪᠣᠣ，boo; кит.: 包, «обгорнуте [житло]») — юрта у маньчжурів.
- Ґер (монг. гэр, ger, [ˈɡɛr], «хата, дім, житло»; кит.: 蒙古包, «монгольське житло») — юрта у монголів.
- Ег (тув. өг, ög, [œɣ]) — юрта у тувинців.
  - Кідісег — у західних тувинців юрта з решітчастим остовом, критим повстю[1].
- Ий (каз. үй, úy, [ʏj], «дім, житло») — юрта у казахів.
- Тирме (башк. тирмә, tirmä, «хата, дім, житло») — юрта башкирів.
- Утав (кар. otaw, [uʊtɑ́w]), «хата, дім, житло»; узб. oʻtov) — юрта в каракалпаків.
- Яранга (чук. яраӈы, «хата, дім, житло») — юрта чукчів і юпіків.

## Розповсюдження і типи

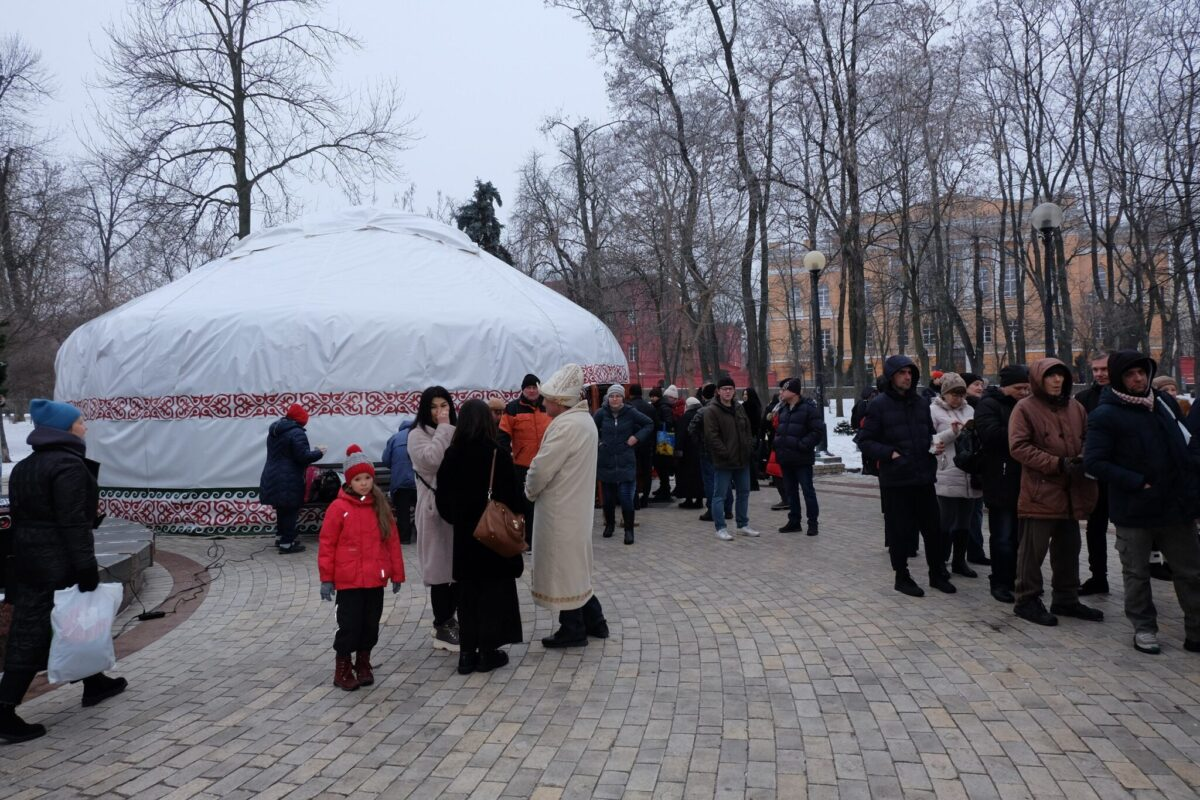
Юрта Незламності у Парку Шевченка в Києві, січень 2023

Юрта є універсальним житлом в умовах Середньої Азії і Південного Сибіру — простим у збиранні і перевезенні, водночас надійним за будь-якої погоди (захищає від морозів, дощів і вітрів, а за спеки тримає прохолоду), саме ці якості й визначили її виключну популярність у народів регіону.
Розрізняють два основних типи (за формою) юрт:
- конусоподібні — поширені в монголів, бурятів, тувинців, частково алтайців, деяких інших народів Південного Сибіру тощо.
- напівсферичні — у казахів та середньоазійських тюрків: узбеків, киргизів, туркменів, каракалпаків тощо.

## Переваги юрти
- Зручність розбирання — транспортування — збирання (досвідчена сім'я збирає юрту до двох годин)
- Форма юрти дозволяє витримувати сильні степові вітри
- Маса розібраної юрти близько 300 кг, що дозволяє перевозити її на 2-3 возах чи санях
- Виготовляється виключно з екологічно чистих матеріалів, що корисно для здоров'я

## Будова юрти
Збирання юрти є достатньо легкою справою, але для тих, хто ознайомлений з його технологією.
Юрта — це куполоподібний каркас з жердин, вкритий повстю, тканинами або шкурами.
Посеред юрти ладнали вогнище, а по центру купола — димовий отвір.